# Gulfstream Records
Gulfstream Records war ein US-amerikanisches Plattenlabel, das von dem Tuba-Spieler Vince „Vinnie“ Fiorino Anfang der 1950er-Jahre gegründet wurde. Das Label diente den Künstlern vor allem als Custom-Label.

## Geschichte
Vince Fiorino war vor seiner Pensionierung 1950 in New York City ein professioneller Tuba-Spieler und Songwriter. Er spielte unter anderem in Paul Whitemans Orchester und schrieb Hits wie Blue Canary (Dinah Shore), Skinny Minnie (Theresa Brewer) oder Red Canary (Red Foley). Nach seinem Rückzug als professioneller Musiker zog Fiorino nach Hollywood, Florida, das nicht weit entfernt nördlich von Miami liegt.
In seinem Haus in Hollywood in der Taylor Street baute Fiorino eines seiner Zimmer zu einem Aufnahmestudio aus und startete kurze Zeit später sein eigenes kleines Plattenlabel Gulfstream Records. Zuerst vertrieb er auf diesem kleinen Unternehmen Gospel-, Latin- und Soul-Künstler, ab Ende der 1950er-Jahre auch Rock ’n’ Roll und Rockabilly. Bekannte Rockabilly-Musiker, die bei Gulfstream einige legendäre Titel aufnahmen, waren unter anderem die Frantics Four mit TV Mama, Art Law mit dem Kitty Kat Rock, Ross Minimi mit Oh! Janet und Baby Rock, Ray Pate and the Rhythm Rockets mit Lucky Day und My Shadow. Auch Songs von Tommy Spurlin wurden 1956 im Gulfstream Studio aufgenommen. Fiorino veröffentlichte ebenfalls eine eigene LP, auf der er 10 Tuba-Stücke spielt.
Die letzten bekannten Singles von Gulfstream kamen im September 1962 heraus.

## Diskografie
Diskografie ist nicht vollständig.

### Singles
| Katalognummer | Jahr | Künstler              | Titel                               |
| ------------- | ---- | --------------------- | ----------------------------------- |
| 7269          | 1958 | Ross Minimi           | Baby Rock Oh! Janet                 |
| 1000          | 1960 | The Frantics Four     | TV Mama Down By The Old Mill Stream |
| 1050          | 1962 | Art Law               | Big Train Run Baby Run              |
| 1051          | 1962 | Art Law               | Kitty Kat Rock Yodeling Blues       |
| 1058          | 1962 | Tom and the Craftsmen | The Work Song Roses are Red         |
| 1061          | 1962 | Jim Holt              | Paralyzed Brown Eyed, Handsome Man  |
| 1062          | 1962 | Jim Holt              | Money Melody D’Amour                |
| 1064          | 1962 | Jim Holt              | Oh! My Lynda You Just Can’t Win     |
| 1065          | 1962 | John Amory            | Bad Pink Champagne                  |
| U-6654/55 [!] |      | The Rhythm Rockets    | My Shadow Lucky Day                 |

### Alben
- TR-16 – Vincent Fiorino: The Golden Tuba
- ?? – Lucia Pamela: Into Outer Space (1969)
- ?? – Band Clinic: Festival Concert